# Великопольские анналы
Великопольские анналы (пол. Rocznik Wielkopolski) — составленный в нач. XIV в. на латинском языке в Великой Польше исторический свод, охватывающий период с 730 до 1309 гг. Сохранились в нескольких рукописях, самые старшие из которых относятся к XIV (Оттобонианская) и XV (Виляновская, Вроцлавская и Синявская) вв.

## Издания
- За 730—1190 гг.: Rocznik Wielkopolski / ed. A. Bielowski // MPH, T. 2. Lwow, 1872, p. 789—825[2].
- За 1192—1309 гг.: Rocznik Wielkopolski / ed. A. Bielowski // MPH, T. 3. Lwow, 1878, p. 1-42[3].

## Переводы на русский язык
- Великопольские анналы, 730—1190 гг. в переводе А. С. Досаева на сайте Восточная литература